# Diocesi di Saint-Malo

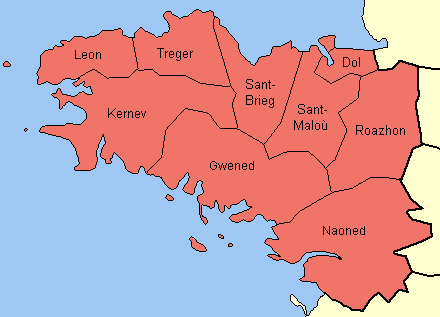
Le diocesi storiche della Bretagna prima della rivoluzione francese: quella di Saint-Malo è indicata con il nome bretone di Sant-Maloù.

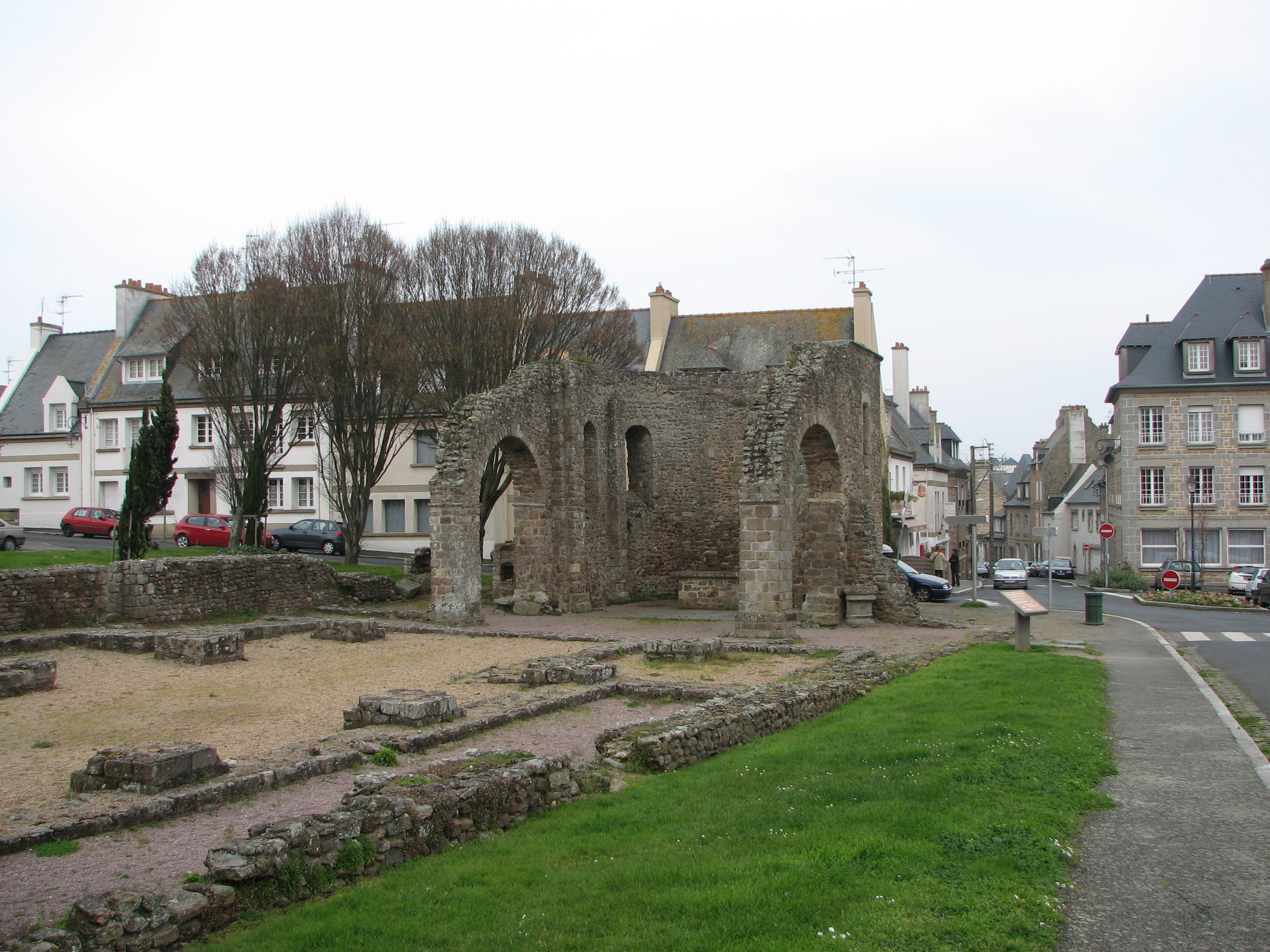
Resti dell'antica cattedrale di Aleth a Saint-Servan-sur-Mer, frazione della città di Saint-Malo; sono visibili i resti dell'abside e le fondazioni dei pilastri della navata.

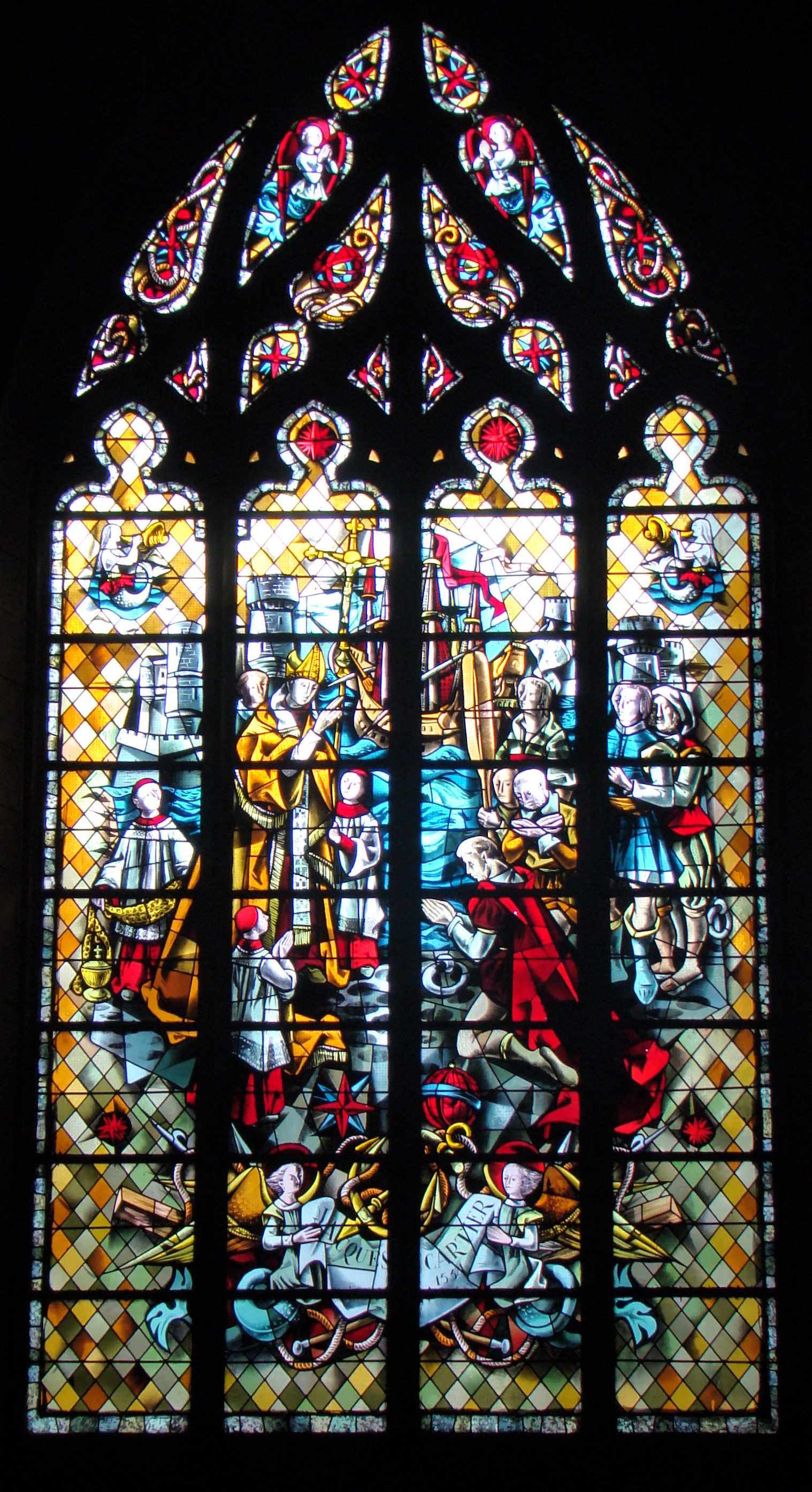
Vetrata della cattedrale: è raffigurata la scena in cui il vescovo Guillaume Briçonnet benedice Jacques Cartier in partenza per scoprire il Canada.

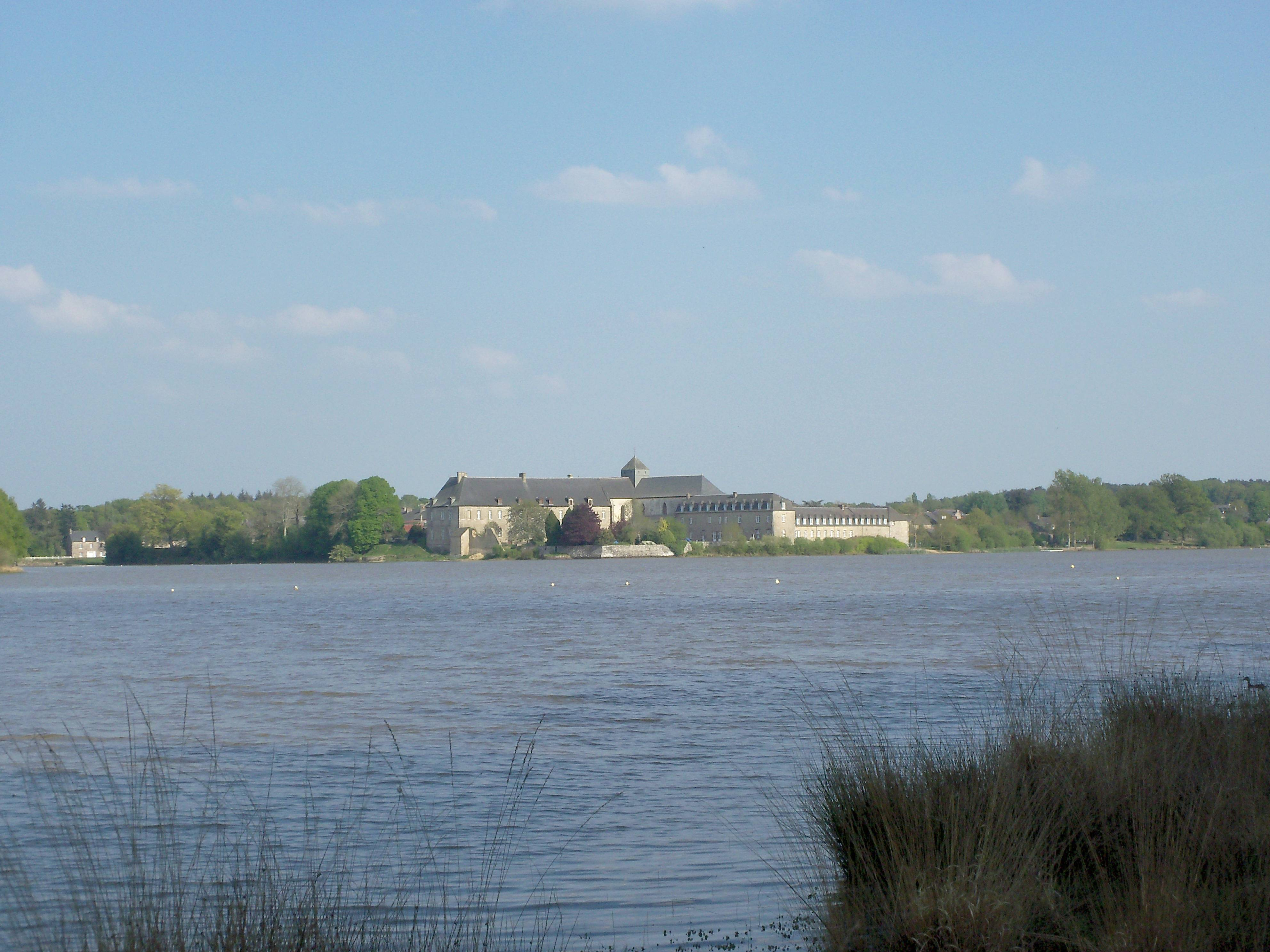
L'abbazia Notre-Dame di Paimpont, del XIII secolo.

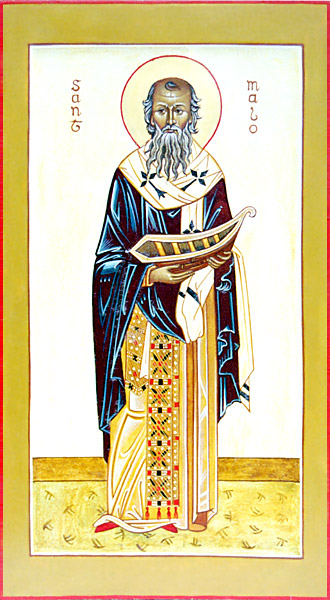
Icona moderna di san Maclovio, fondatore della diocesi.

La diocesi di Saint-Malo (in latino: Dioecesis Macloviensis) è una sede soppressa della Chiesa cattolica.

## Territorio
La diocesi si trovava in Bretagna ed era delimitata a nord dal mare e dalla diocesi di Dol, ad est dalla diocesi di Rennes, a sud da quella di Vannes e ad ovest da quella di Saint-Brieuc.
Sede vescovile era la città di Saint-Malo nell'attuale dipartimento dell'Ille-et-Vilaine in Bretagna, dove fungeva da cattedrale la chiesa dei Santi Vincenzo e Maclovio.
Nel 1680 la diocesi comprendeva circa 180 parrocchie, divenute 162 nel 1739.
Il territorio era suddiviso in due arcidiaconati, Dinan e Lohéac, ognuno a sua volta suddiviso in quattro decanati: Poulet, Poudouvre, Plumaudan e Bécherel (Dinan), e Lohéac, Montfort-sur-Meu, Saint-Malo-de-Beignon e Porhoët (Lohéac).
In diocesi si trovavano cinque abbazie maschili - Saint-Méen, Beaulieu (a Languédias), Saint-Jacques-de-Monfort, Saint-Jean-des-Prés (a Guillac) e Paimpont - e una femminile (abbaye de la Joie), e dodici priorati di nomina regia.

## Storia
Incerte sono le origini della diocesi. La tradizione attribuisce a san Maclovio (Saint Maclou o Malo), monaco (o vescovo?) gallese la fondazione, tra la fine del VI secolo e gli inizi del VII, di un monastero ad Aleth, città celtica che assunse una certa importanza in epoca gallo-romana, sede di un praefectus a capo di una guarnigione chiamata milites Martenses. Tradizioni successive, alcune molto tardive, attribuirono a Maclovio dei successori, tutti santi, tra i quali Maëlmon, ricordato in una biografia dell'XI secolo come episcopus Aletis civitatis; Enogat, Gurwal e Colaphin, celebrati in breviari locali del XVI secolo; Armael, santo rivendicato anche da Dol.
Di certo una diocesi esisteva ad Aleth all'epoca di Carlo Magno e di Ludovico il Pio, tra la fine dell'VIII secolo e l'inizio del IX. Primo vescovo attestato con certezza è Elogaro, menzionato in una carta dell'imperatore Ludovico il Pio dell'816. La diocesi era suffraganea dell'arcidiocesi di Tours.
Louis Duchesne ipotizza che la diocesi, pur non escludendo una sua fondazione in epoca bretone, sia stata definitivamente stabilita da Carlo Magno dopo la conquista della Bretagna sul finire dell'VIII secolo e che sia l'erede di tutte le fondazioni monastiche bretoni dei secoli precedenti. Quando Nominoë prese il potere in Bretagna sconfiggendo i Franchi (846), per garantire il proprio potere, cercò il consenso ecclesiastico, creandosi una propria provincia ecclesiastica; in questo contesto creò le diocesi di Dol, di Saint-Brieuc e di Tréguier con territorio ricavato da quello di Aleth. Altri autori invece, ritengono che Aleth sia la continuazione ecclesiastica dell'antica civitas Coriosolitum, oggi Corseul, menzionata nella Notitia Galliarum del V secolo tra le città della Gallia Lugdunense terza, e che i suoi vescovi furono solo degli ausiliari dei prelati di Dol, la cui diocesi sarebbe dunque anteriore a quella di Aleth.
Sui resti di un edificio gallo-romano del IV secolo, fu edificata ad Aleth nel IX secolo una cattedrale, dedicata a San Pietro, ricostruita verso il 920. Tuttavia, in seguito alle incursioni dei Normanni, l'antica città e la sua cattedrale caddero in rovina e la stessa popolazione pian piano iniziò a trasferirsi a Saint-Malo, spopolando così la città episcopale. Intorno al 1146 il vescovo Jean de Châtillon, con il consenso di papa Eugenio III, trasferì la sede della diocesi a Saint-Malo, e poco dopo vi trasferì anche il capitolo, che sottopose alla regola dei Canonici Regolari di Sant'Agostino dell'osservanza di San Vittore di Parigi; il capitolo sarà secolarizzato da papa Giovanni XXII nel 1319. Sede episcopale divenne l'ex monastero benedettino di Saint-Malo e nuova cattedrale la chiesa monastica, che fu dedicata ai santi Vincenzo e Maclovio.
Nel 1645 il vescovo Achille de Harlay de Sancy fondò il seminario diocesano nell'abbazia di Saint-Meen, affidando la sua direzione ai padri lazzaristi; fu il primo seminario istituito in Bretagna. La diocesi inoltre possedeva un altro seminario a Saint-Servan-sur-Mer e una scuola di teologia a Dinan, istituita da Vincent-François des Maretz nel 1707.
La diocesi fu soppressa in seguito al concordato con la bolla Qui Christi Domini di papa Pio VII del 29 novembre 1801 e il suo territorio incorporato in quello delle diocesi di Rennes, di Vannes e di Saint-Brieuc.
Nel giugno 1817 fra Santa Sede e governo francese fu stipulato un nuovo concordato, cui fece seguito il 27 luglio la bolla Commissa divinitus, che prevedeva la restaurazione della diocesi; essa doveva comprendere gli arrondissement di Saint-Malo e di Fougères. Il re nominò anche un nuovo vescovo, Charles-Siméon L'Archant de Grimouville, canonico di Lisieux. Il concordato tuttavia non entrò in vigore in quanto non ratificato dal Parlamento di Parigi; per cui l'erezione della diocesi e la nomina regia non ebbero effetto. Da questo momento di una diocesi a Saint-Malo non se ne fece più alcun cenno.
Dal 13 febbraio 1880 gli arcivescovi di Rennes portano il titolo di vescovi di Saint-Malo.

## Cronotassi dei vescovi

### Vescovi di Aleth
- San Maclovio † (VII secolo)[10]
- San Gurwal †
- San Colaphin †
- Sant'Armael †
- Sant'Enogat †
- San Maëlmon † [11]
- Elogaro † (prima dell'811 - dopo l'816)
- Edmoro † (prima dell'833 - dopo l'835)
- Jarnvalt † (menzionato nell'837)
- Maeno † (prima di febbraio 840 - dopo luglio 846)
- Salocone † (menzionato nell'848)
- Rethwalatro † (prima dell'856 - dopo marzo 864)
- Ratvilio † (prima di luglio 866 - dopo febbraio 872)
- Bili † (fine IX secolo)[12]
- Salvatore † (metà del X secolo)
- Raoul I † (prima del 990 - dopo il 1020 circa)
- Hamon † (prima del 1028 - 1049 deposto)
- Martin † (prima del 1054 - dopo il 1056)
- Renaud † (prima del 1062 - 17 novembre 1081 deceduto)
- Daniel I † (? - 1085 deceduto)
- Benoit  (o Judicaël) † (prima del 1089 - 1111 deceduto)[13]
- Riwal † (1112 - dopo il 1118)
- Daniel II, O.S.B. † (? - 23 giugno 1120 deceduto)
- Donoald, O.S.B. † (1120 - 19 agosto 1143 deceduto)

### Vescovi di Saint-Malo
- San Giovanni di Châtillon (della Graticola), O.Cist. † (1144 - 1163 deceduto)[14]
- Albert † (1163 - 3 o 5 luglio 1184 deceduto)
- Pierre Giraud † (1184 - 11 settembre 1218 deceduto)
- Raoul II † (1218 - 8 ottobre 1230 deceduto)
- Geoffroi de Pontual † (1231 - 1255 dimesso)
- Nicolas de Flac † (prima del 1259 - 11 ottobre 1262 deceduto)
- Philippe de Bouchalampe, O.Cist. † (18 ottobre 1263 - ? dimesso)
- Simon de Clisson, O.P. † (4 marzo 1264 - 2 febbraio 1285 deceduto)
- Robert du Pont † (prima del 1287 - 1309 o 1310 deceduto)
- Raoul Rousselet † (9 febbraio 1311 - 2 marzo 1317 nominato vescovo di Pamplona)
- Alain Gonthier † (2 marzo 1317 - 22 gennaio 1333 nominato vescovo di Quimper)
- Yves Le Prévôt de Bois Boëssel † (22 gennaio 1333 - agosto 1348 deceduto)
- Guillaume Mahé † (27 ottobre 1348 - 30 marzo 1349 deceduto)
- Pierre de Guémené † (14 luglio 1349 - 14 gennaio 1359 nominato vescovo di Rennes)
- Guillaume Poulart † (14 gennaio 1359 - 1374 dimesso)
- Josselin de Rohan † (7 aprile 1376 - 21 marzo 1389 deceduto)
- Robert de la Motte d'Acigné † (8 novembre 1389 - 5 agosto 1423 deceduto)
- Guillaume de Montfort † (13 ottobre 1423 - 27 settembre 1432 deceduto)
- Amaury de la Motte d'Acigné † (24 ottobre 1432 - 5 agosto 1434 deceduto)
- Pierre Piédru † (25 agosto 1434 - 24 novembre 1449 deceduto)
- Jacques d'Espinay-Durestal † (7 gennaio 1450 - 25 aprile 1450 nominato vescovo di Rennes)
- Jean Prigent † (25 aprile 1450 - 15 luglio 1450 nominato vescovo di Vannes)[15]
- Jean L'Espervier † (15 luglio 1450 - 1486 deceduto)
  - Pierre de Montfort de Laval † (14 agosto 1486 - 14 agosto 1493 deceduto) (amministratore apostolico)
- Guillaume Briçonnet † (2 ottobre 1493 - 24 agosto 1497 nominato arcivescovo di Reims)
  - Guillaume Briçonnet † (24 agosto 1497 - 18 agosto 1514 dimesso) (amministratore apostolico)
- Denis Briçonnet † (18 agosto 1514 - 1534 dimesso)
- François Bohier † (6 agosto 1534 - 29 agosto 1569 deceduto)
- Guillaume Ruzé † (1570 - 1572 dimesso)
- François Thomé † (16 novembre 1573 - 1586 dimesso)
- Charles de Bourgneuf de Cucé † (26 novembre 1586 - 31 agosto 1598 nominato vescovo di Nantes)
- Jean Dubec-Crespin † (10 settembre 1598 - 20 gennaio 1610 deceduto)
- Guillaume Le Gouverneur † (30 agosto 1610 - 25 giugno 1630 deceduto)
- Achille de Harlay de Sancy † (10 novembre 1631 - 20 novembre 1646 dimesso)
- Ferdinand de Neufville de Villeroy † (20 novembre 1646 - 24 settembre 1657 nominato vescovo di Chartres)
- François de Villemontée † (27 settembre 1659 - 16 ottobre 1670 deceduto)
- Sébastien de Guémadeuc † (4 maggio 1671 - 4 marzo 1702 deceduto)
- Vincent-François des Maretz † (31 luglio 1702 - 25 settembre 1739 deceduto)
- Jean-Joseph de Fogasses d'Entrechaux de La Bastie † (30 settembre 1740 - 31 gennaio 1767 deceduto)
- Antoine-Joseph des Laurents † (10 luglio 1767 - 15 ottobre 1785 deceduto)
- Gabriel Cortois de Pressigny † (19 dicembre 1785 - 1801 dimesso[16])
  - Sede soppressa